# 21695 Hannahwolf
A 21695 Hannahwolf (ideiglenes jelöléssel 1999 RG49) a Naprendszer kisbolygóövében található aszteroida. A LINEAR projekt keretében fedezték fel 1999. szeptember 7-én.